# 구미시민운동장
구미시민운동장(龜尾市民運動場, Gumi Civic Stadium)은 대한민국 경상북도 구미시에 있는 스포츠 시설이다. 천연잔디 필드와 몬도 트랙이 갖춰진 경기장이며, 1983년 5월에 준공되었다.

## 기록

### 1988년 대통령배 국제축구대회
| 날짜            | 팀 1               | 스코어 | 팀 2                  | 라운드 |
| --------------- | ------------------ | ------ | --------------------- | ------ |
| 1988년 6월 21일 | 소련 B팀           | 1 - 0  | 이와냐누 나티오날레   | C조    |
| 1988년 6월 21일 | 미국 올림픽 대표팀 | 1 - 1  | 퀸즈 파크 레인저스 FC | C조    |

## 참고 문헌
- “구미시민운동장”. 구미시청.
- “구미시민운동장”. 구미시체육회. 2022년 7월 13일에 원본 문서에서 보존된 문서. 2022년 7월 13일에 확인함.
- 〈구미시민운동장〉. 《한국향토문화전자대전》. 한국학중앙연구원. 2021년 12월 22일에 원본 문서에서 보존된 문서. 2019년 8월 13일에 확인함.
- 〈구미시민운동장〉. 《두피디아》. 두산.
- 《전국 공공체육 시설 현황 (2017년말 기준)》. 대한민국 문화체육관광부. 2019.
- 《2020년 전국 공공체육시설 현황 (2019년말 기준)》. 대한민국 문화체육관광부. 2021.
- 《2023 전국 공공체육시설 현황 (2022년 12월말 기준)》. 대한민국 문화체육관광부. 2024.

## 같이 보기
- 구미시민운동장 보조경기장
- 박정희체육관